# Phytoseius betsiboka
Phytoseius betsiboka är en spindeldjursart som beskrevs av Blommers 1976. Phytoseius betsiboka ingår i släktet Phytoseius och familjen Phytoseiidae. Inga underarter finns listade i Catalogue of Life.